# Другая правда
«Другая правда» (англ. «alt.truth») — восьмой эпизод шестого сезона американского драматического телесериала «Родина», и 68-й во всём сериале. Премьера состоялась на канале Showtime 12 марта 2017 года.

## Сюжет
Сол (Мэнди Патинкин) навещает Кэрри (Клэр Дэйнс) у неё дома и видит, что она расстроена из-за изъятия дочери. Он отвозит Кэрри к приёмному дому и паркуется через улицу, чтобы Кэрри смогла увидеть, что её дочь в надёжных руках. Сол просит теперь успокоившуюся Кэрри помочь ему организовать встречу Маджида Джавади (Шон Тоуб) с избранным президентом Кин (Элизабет Марвел). На встрече Джавади говорит Кин, что Нафиси действительно платил Северной Корее, и что есть основания полагать, что Иран нарушает ядерное соглашение. Сол и Кэрри ошарашены, так как они ожидали, что Джавади скажет противоположное. После того как Кин уходит, Сол требует ответов от Джавади. Джавади признаёт, что он объединился с Даром Адалом, сделав вывод, что влияние Дара в ЦРУ превосходит влияние Сола.
Куинн (Руперт Френд), становясь ещё более параноидальным из-за Астрид (Нина Хосс) и Дара Адала, находит пистолет Астрид в её машине и вытаскивает из него пули. Ему также кажется, что он видит, как Астрид разговаривает с соседом Кэрри (С. Дж. Уилсон) в супермаркете. Когда Куинн противостоит Астрид со своими подозрениями и получает одни отрицания, он бьёт её в живот и уходит, чтобы отследить соседа, так как он видел его грузовик в мотеле. Однако, когда он закончил наблюдать за мотелем, он в итоге нападает на невинного незнакомца. В то время как Куинн, вернувшись обратно в дом, извиняется перед Астрид за свои действия, его голову задевает пуля, вылетевшая из окна. Стрелком оказался сосед Кэрри. Астрид мчится к машине, чтобы взять пистолет, но её убивают, так как пистолет оказался разряженым. Далее нападающий целится в Куинна, стреляет ему в плечо, и он падает в озеро. Убийца делает несколько выстрелов в воду и, удовлетворившись тем, что Куинн скорее всего умер, бежит с места происшествия. Вскоре после этого Куинн выходит из воды.

## Производство
Режиссёром эпизода стала исполнительный продюсер Лесли Линка Глаттер, а сценарий написал исполнительный продюсер Патрик Харбинсон.

## Реакция

### Реакция критиков
Эпизод получил рейтинг 73%, со средним рейтингом 6.59 из 10, на сайте Rotten Tomatoes, чей консенсус гласит: «Отмеченный мастерскими выступлениями, „Другая правда“ всё больше фокусируется на основных уязвимостях Кэрри, Сола, Куинна и Астрид, подготавливая предстоящие взрывные столкновения в финальном акте.»
Синтия Литтлтон из «Variety» очень положительно оценила эпизод, назвав его «пока что лучшим часом шестого сезона „Родины“. Здесь есть всё, что „Родине“ удаётся делать лучше всего.» Литтлтон похвалила как режиссуру Глаттер, так и сценарий Харбинсона, и отметила по поводу режиссуры: «Впечатление и ощущения от каждой сцены заметно меняются в зависимости от основного персонажа.»
Итан Реннер из «The Baltimore Sun» описал кульминацию в доме у озере как «ещё одну из серии замечательных, напряжённых сцен этого сезона.»

### Рейтинги
Во время оригинального показа, эпизод привлёк внимание 1.27 миллиона зрителей.